# MLS Cup 2015

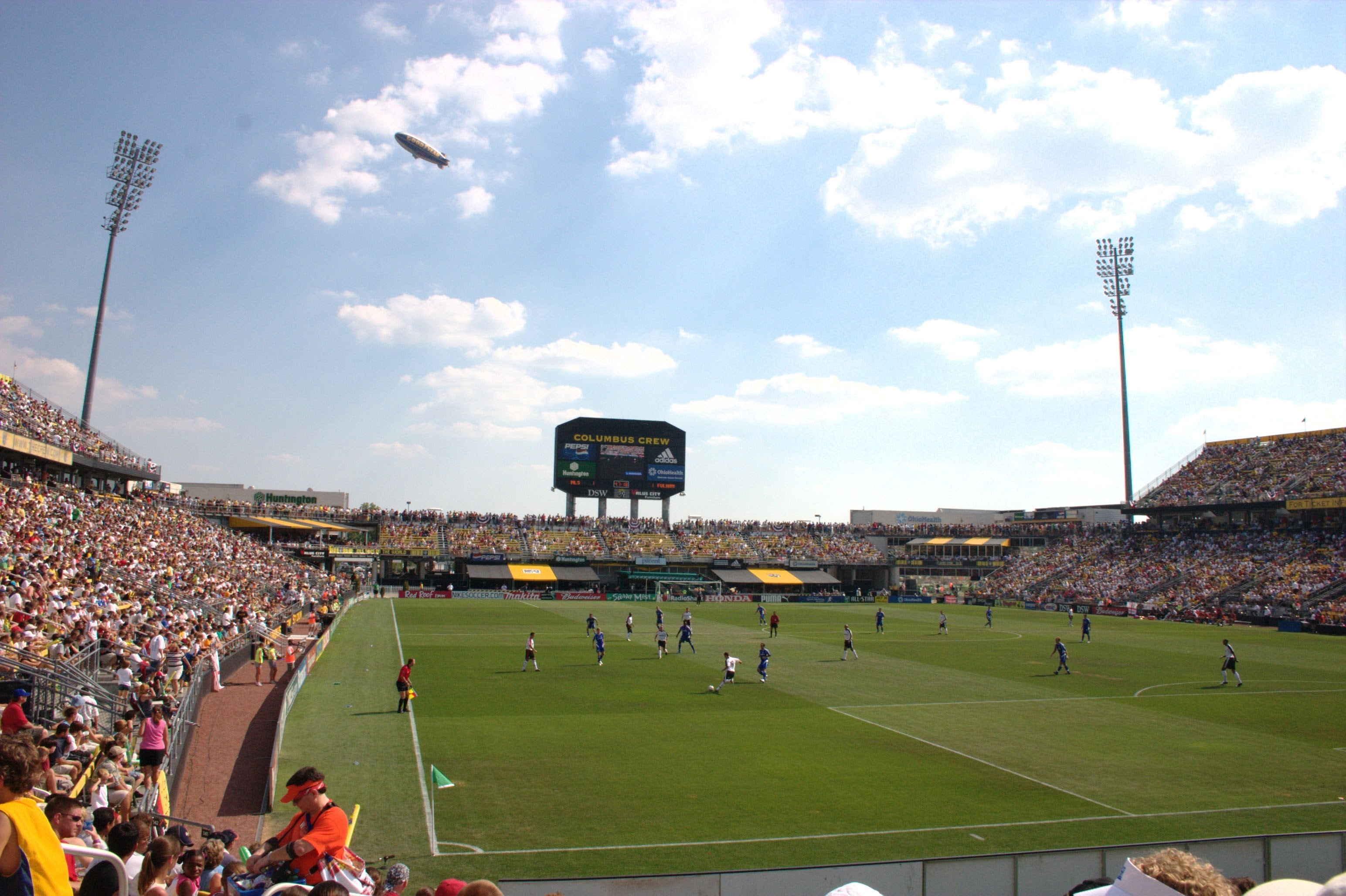
Mapfre Stadium, sede de la final.

La MLS Cup 2015 fue la vigésima final de la MLS Cup de la Major League Soccer de los Estados Unidos. El partido se jugó el 6 de diciembre en el Mapfre Stadium en Columbus, Ohio. Fue protagonizada entre los campeones  de las Conferencia Este y Conferencia Oeste, Columbus Crew y los Portland Timbers respectivamente.
Los Portland Timbers derrotaron por 2-1 al Columbus Crew y lograron su primer título de campeonato en toda su historia. Además, los Timbers se clasificaron a la fase de grupos de la Concacaf Liga Campeones 2016-17.

## Llave
| Columbus Crew 1 | Portland Timbers 2 |

## El partido
| 1  | POR | Steve Clark       |     |
| 25 | DEF | Harrison Afful    |     |
| 4  | DEF | Michael Parkhurst |     |
| 22 | DEF | Gastón Sauro      |     |
| 14 | DEF | Waylon Francis    |     |
| 6  | MED | Tony Tchani       | 72' |
| 20 | MED | Wil Trapp         |     |
| 9  | MED | Justin Meram      | 78' |
| 10 | MED | Federico Higuaín  |     |
| 13 | MED | Ethan Finlay      | 63' |
| 23 | DEL | Kei Kamara        |     |
| DT | DT  | Gregg Berhalter   |     |

| 13 | POR | Adam Kwarasey    |       |
| 2  | DEF | Alvas Powell     |       |
| 7  | DEF | Nat Borchers     |       |
| 24 | DEF | Liam Ridgewell   |       |
| 19 | DEF | Jorge Villafaña  |       |
| 6  | MED | Darlington Nagbe |       |
| 21 | MED | Diego Chará      |       |
| 8  | MED | Diego Valeri     | [ 4 ] |
| 26 | DEL | Lucas Melano     | 59'   |
| 9  | DEL | Fanendo Adi      | 90+1' |
| 22 | DEL | Rodney Wallace   | 90+4' |
| DT | DT  | Caleb Porter     |       |

| 11 | MED | Cedrick Mabwati | 63' |
| 30 | DEL | Jack McInerney  | 72' |
| 8  | MED | Mohammed Saeid  | 78' |

| 11 | MED | Dairon Asprilla    | 59'   |
| 37 | DEL | Maximiliano Urruti | 90+1' |
| 13 | MED | Jack Jewsbury      | 90+4' |

| Anotado | 18' | Kei Kamara |

| Anotado | 1' | Diego Valeri   |  |
| Anotado | 7' | Rodney Wallace |  |

| Amonestado | 34' | Harrison Afful |

| Amonestado | 65'   | Alvas Powell    |
| Amonestado | 90+3' | Diego Valeri    |
| Amonestado | 90+3' | Dairon Asprilla |

| Árbitro             | Jair Marrufo     |
| Árbitros asistentes | Peter Manikowski |
| Árbitros asistentes | Corey Parker     |
| Cuarto árbitro      | Chris Penson     |
| Quinto árbitro      | James Conlee     |

| 1  | POR | Steve Clark       |     |
| 25 | DEF | Harrison Afful    |     |
| 4  | DEF | Michael Parkhurst |     |
| 22 | DEF | Gastón Sauro      |     |
| 14 | DEF | Waylon Francis    |     |
| 6  | MED | Tony Tchani       | 72' |
| 20 | MED | Wil Trapp         |     |
| 9  | MED | Justin Meram      | 78' |
| 10 | MED | Federico Higuaín  |     |
| 13 | MED | Ethan Finlay      | 63' |
| 23 | DEL | Kei Kamara        |     |
| DT | DT  | Gregg Berhalter   |     |

| 13 | POR | Adam Kwarasey    |       |
| 2  | DEF | Alvas Powell     |       |
| 7  | DEF | Nat Borchers     |       |
| 24 | DEF | Liam Ridgewell   |       |
| 19 | DEF | Jorge Villafaña  |       |
| 6  | MED | Darlington Nagbe |       |
| 21 | MED | Diego Chará      |       |
| 8  | MED | Diego Valeri     | [ 4 ] |
| 26 | DEL | Lucas Melano     | 59'   |
| 9  | DEL | Fanendo Adi      | 90+1' |
| 22 | DEL | Rodney Wallace   | 90+4' |
| DT | DT  | Caleb Porter     |       |

| 11 | MED | Cedrick Mabwati | 63' |
| 30 | DEL | Jack McInerney  | 72' |
| 8  | MED | Mohammed Saeid  | 78' |

| 11 | MED | Dairon Asprilla    | 59'   |
| 37 | DEL | Maximiliano Urruti | 90+1' |
| 13 | MED | Jack Jewsbury      | 90+4' |

| Anotado | 18' | Kei Kamara |

| Anotado | 1' | Diego Valeri   |  |
| Anotado | 7' | Rodney Wallace |  |

| Amonestado | 34' | Harrison Afful |

| Amonestado | 65'   | Alvas Powell    |
| Amonestado | 90+3' | Diego Valeri    |
| Amonestado | 90+3' | Dairon Asprilla |

| Árbitro             | Jair Marrufo     |
| Árbitros asistentes | Peter Manikowski |
| Árbitros asistentes | Corey Parker     |
| Cuarto árbitro      | Chris Penson     |
| Quinto árbitro      | James Conlee     |

|                                    |
| Bandera de Oregón                  |
| Campeón Portland Timbers 1º título |